# 維達爾斯科倫山
72°25′S 2°19′W / 72.417°S 2.317°W
維達爾斯科倫山是南極洲的山峰，位於毛德皇后地的瑪塔公主海岸，處於納肖爾內特山西南面11公里，挪威製圖師根據探險隊的測量和空中照片繪入地圖。